# Homer Goes to Prep School
«Homer Goes to Prep School» (укр. «Гомер вирушає в підготовчу школу») — дев'ята серія двадцять четвертого сезону мультсеріалу «Сімпсони», прем'єра якої відбулась 6 січня 2013 року у США на телеканалі «Fox».

## Сюжет
Сімпсони приїжджають у дитячий розважальний центр, що не подобається Гомеру, оскільки там йому потрібно стежити за дітьми. Він іде до кімнати, де сидять інші батьки, які кинули дітей.
Тим часом з центру за м'ячем вибігає малюк, через що автоматично спрацьовує сигналізація, і закриваються двері будівлі. Мардж та інші матері поводяться спокійно, згадуючи свої пологи. Водночас чоловіки-татусі божеволіють і починають атакувати один одного.
Після інциденту Гомер, який спостерігав за тим, що відбувається, переживає травматичний стрес. Навіть після восьмимісячного відгулу, він досі бачить всіх перехожих як мавп.
У таверні Мо він заявляє, що сумнівається в тому, що людство переживе апокаліпсис через екстремальну анархію. Гомера чує чоловік, на ім'я Ллойд, і каже йому, що він один з людей, які готуються до кінця світу. Він показує йому групу Спрінґфілдських «виживальників» і запрошує Гомера долучитися до них. Гомер швидко переймає їхні цілі та методи, зберігаючи необхідне обладнання в підвалі свого будинка. Незабаром він також починає вивчати апокаліпсис і як його пережити.
Гомер переглядає антиутопічні фільми-катастрофи й відео виживальників з усього світу, нехтуючи своєю роботою на Спрінґфілдській АЕС. В результаті, на станції виникає електромагнітний імпульс, що знеструмлює весь Спрінґфілд. Коли навіть мер Квімбі не може знайти розв'язання проблеми, Ллойд пропонує Гомеру відвести свою сім'ю у притулок за містом, створений виживальниками. По прибутті туди Гомер сперечається з Мардж щодо їхнього нового стилю життя. Зрештою, Гомер починає сумніватися у виживальниках, які відмовляються ділитися своїм притулком з іншими мешканцями Спрінґфілда.
Зрозумівши, що всім іншим потрібне обладнання, уночі Гомер викрадає все спорядження і запаси виживальників, і втікає з родиною назад до Спрінґфілда. Виживальники швидко дізнаються про це, і переслідують Сімпсонів.
Коли вони добираються то Спрінґфілда, то дізнаються що світу не настав кінець. Городяни швидко подолали ЕМІ та навіть більше згуртувались через від'їзд виживальників відновились, на диво і розчарування Ллойда.
Ліса каже усім, що з усього цього витягнуто великий урок: жити в неідеальній цивілізації краще, ніж перетворюватись на відлюдькуватих дикунів. Вона сподівається, що це триватиме ще довго, а тим часом до Землі показано, що наближається метеороїд з купою зомбі…

## Виробництво
9 січня 2012 року на «Pinterest» було розміщено розкадрування, аніматик і повноколірні зображення двох сцен серії.

## Цікаві факти і культурні відсилання
- У дитячому розважальному центрі деякі діти з гірки потрапляють у таємну кімнату, де їх одягають у чорні костюми та білі сорочки. Голос говорить: «Вас вітають Мормони, найшанованіша секта Америки»[2].
- Коли Гомер бачить чоловіків, що бігають по центру як мавп, це є відсиланням до фільму «Повстання планети мавп».
- Гомер з Бартом переглядають наступні антиутопічні фільми:
  - «Ice World: Los Angeles» (укр. «Льодовий світ: Лос-Анджелес») є відсиланням до мультфільму «Ice Age» (укр. «Льодовиковий період») і фільму 1996 року «Escape from L.A.» (укр. «Втеча з Лос-Анджелеса»);
  - Назва фільму «Volcasteroid!» (укр. «Вулькастероїд!») містить відсилання до фільму 1997 року «Volcano» (укр. «Вулкан») і персонажа «Сімпсонів» Райнера Вульфкасла;
  - «Kathy Griffin: Even Armageddon Won't Stop Me» (укр. «Кеті Гріффін: Навіть армагеддон не зупинить мене») є відсиланням до акторки Кеті Гріффін і фільму-катастрофи «Armageddon» (укр. «Армагедон»);
  - Коли Барт здивований, що Спрінґфілдці вижили, Гомер каже передивитись йому «Червоний світанок».

## Ставлення критиків і глядачів
Під час прем'єри серію переглянули 8,97 млн осіб з рейтингом 4.2, що зробило її найпопулярнішим шоу на каналі шоу тієї ночі та найпопулярнішою серією сезону.
Роберт Девід Салліван з «The A.V. Club» дав серії оцінку C, назвавши серію «досить неживою». Він розкритикував політку епізода й опис «виживальників».
Тереза Лопес з «TV Fanatic» дала серії три з половиною з п'яти зірок, сказавши:
|  | Після масової зайнятості Апокаліпсисом майя на цьому тижні «Сімпсони» створили таку валюту, якої більшість нових серій ніколи не досягають… Потрібно визнати, що після незліченних публікацій у Facebook, новинних статей та апокаліптичних марафонів [на тему «кінця світу»] протягом минулого місяця, мені здалося, що одержимість Гомера судним днем є досить забавню. Однак, це був не ідеальний епізод: темп був трохи повільним, і, здавалося, сюжету Гомера не вистачило, щоб витримати всі пів години. |

Їй також сподобалась поведінка Гомера у серії:
|  | Гомер має звичку переборщувати зі своїми схемами, але цього разу він насправді був трохи раціональнішим, ніж я могла б очікувати. Перегляд фільмів-катастроф, накопичення і приховування запасів їжі у підвалі були мірою його божевілля. Крім того, він швидко відреагував на заклик Мардж допомогти громадянам Спрінґфілда… |

Згідно з голосуванням на сайті The NoHomers Club більшість фанатів оцінили серію на 4/5 із середньою оцінкою 2,84/5.